# Подводные лодки типа «Джордж Вашингтон»
Подводные лодки типа «Джордж Вашингтон» — серия из пяти атомных стратегических подводных лодок с баллистическими ракетами ВМС США. Первый в мировой истории проект ПЛАРБ. Пять подводных лодок проекта были введены в состав ВМС США в 1959—1961 гг.

## Конструкция
За основу при создании проекта ПЛАРБ «Джордж Вашингтон» взяли проект атомной торпедной лодки «Скипджек». Такой подход переоборудования ПЛ из одного класса в другой, имевший место и в советском подводном флоте, позволил сократить сроки постройки ПЛАРБ серии и сэкономил значительные финансовые средства.
В корпус ПЛ за рубкой был «вставлен» 40-метровый ракетный отсек, в котором были размещены 16 пусковых ракетных шахт.
Конструкция ПЛАРБ проекта — классическая полуторакорпусная. Обводы подводных лодок «Джордж Вашингтон» оптимизированы для достижения максимальной подводной скорости. Второй отсек удлинен для обеспечения размещения дополнительной аппаратуры. В трюме отсека установлен гироскопический успокоитель качки, почти в пять раз снижающий амплитуду качаний на глубинах до 50 м., что, в свою очередь, повышало точность стрельбы.
В третьем отсеке разместились ракетные шахты, а также оборудование, обеспечивавшее обслуживание, подготовку и пуск ракет, запасы сжатого воздуха для ведения стрельбы.
Ракеты Polaris A-1 (длина корпуса 8 м) загружались в шахты в специальных пусковых контейнерах. Все прочие отсеки остались без изменений по сравнению с прототипом.
На подводных лодках проекта установлен один многолопастный гребной винт. На ПЛ вместе с атомным реактором устанавливалась также вспомогательная дизель-электрическая установка, которую можно было использовать в случае аварии ГЭУ. Максимальная скорость хода под дизелями составляла 5 узлов.
Общая компоновка лодок типа «Джордж Вашингтон» с вертикальными шахтами, размещёнными позади рубки, оказалась очень удачной и стала классической схемой для подводных стратегических ракетоносцев. На основе этой схемы в СССР были построен проект 667А, который по аналогии с «прототипом» называли в советском флоте «Ваня Вашингтон».

## Вооружение

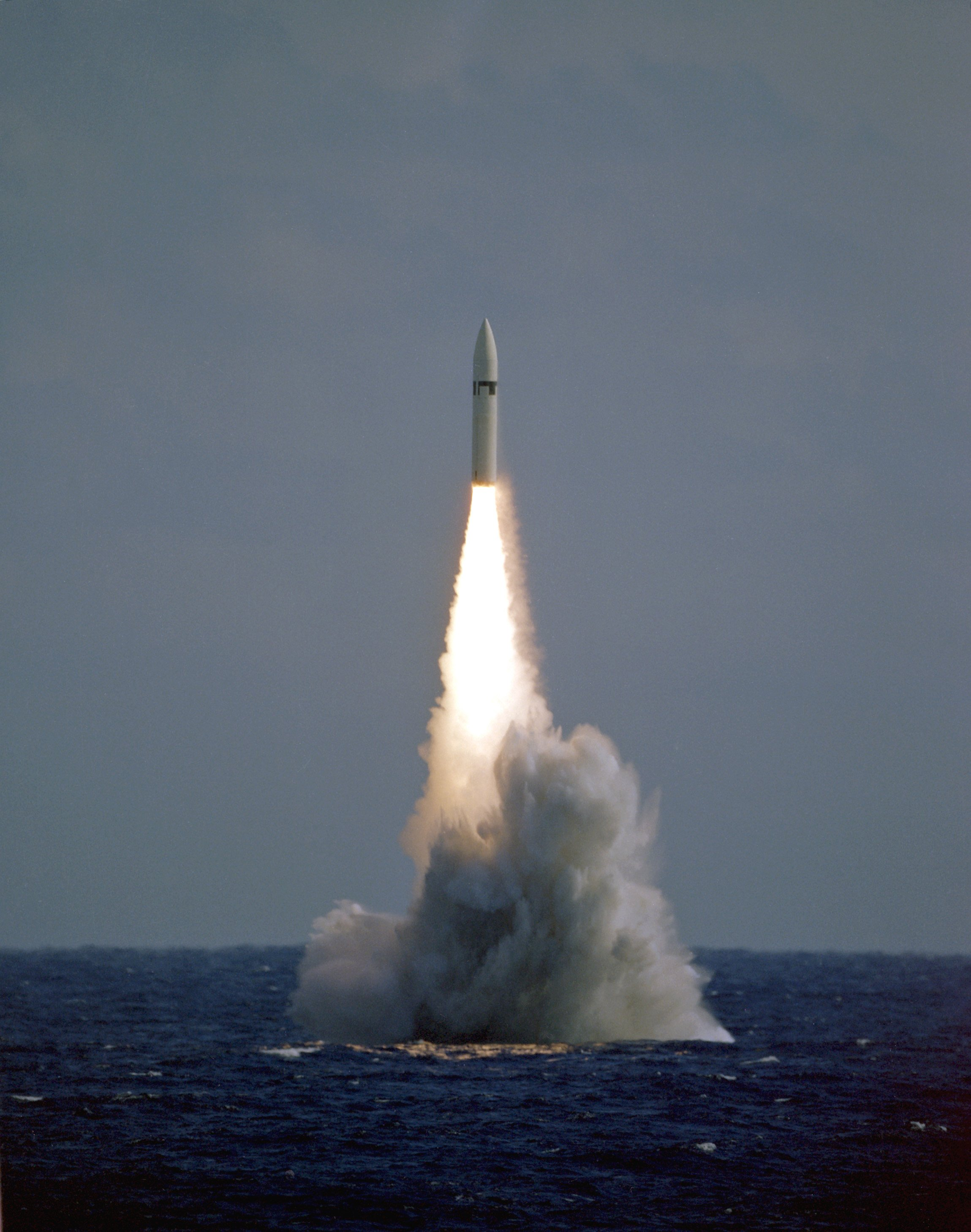
Пуск ракеты Polaris A3 с борта подводной лодки USS Robert E. Lee (SSBN-601), 20 ноября 1978 года

Помимо ракетного вооружения (16 баллистических ракет средней дальности Polaris A-1, заменённых в 1964—1967 гг. на ракеты Polaris A-3) ПЛАРБ проекта оснащались торпедными аппаратами с боезапасом в 18 торпед Mark 16 mod 6 или Mark 37, предназначавшихся для самообороны. В 1974 году при очередном перевооружении эти торпеды заменили на Mark 48.
Рабочая глубина погружения составляла 220 м, но пуски ракет можно было производить с глубины не более 25 м при скорости не более пяти узлов и только последовательно.
Первая ракета могла стартовать лишь через 15 минут после получения соответствующего приказа. Подготовку ракет к стрельбе и контроль их технического состояния обеспечивала автоматизированная система управления Mark 80. Ракета выбрасывалась сжатым воздухом из пусковой шахты, после чего включался маршевый двигатель первой ступени.

## Задействованные структуры
Помимо генерального подрядчика работ по проекту, в создании ПЛАРБ указанного типа и оснащении их бортовым оборудованием принимали участие следующие частные подрядчики:
- Главный перископ Type 11 Star Tracking Periscope — Kollmorgen Optical Corp., Нортгемптон, Массачусетс,
- Аварийный вспомогательный перископ на случай выхода из строя основного и перископический прибор ориентирования — Bausch & Lomb Optical Co., Military Products Division, Рочестер, Нью-Йорк;
- Бортовая инерциальная навигационная система — Sperry Rand Corp., Sperry Gyroscope Co., Гарден-Сити, Нью-Йорк; North American Aviation, Inc., Autonetics Division[англ.], Дауни, Калифорния.

## Эксплуатация
В течение всей активной службы ПЛАРБ проекта были нацелены на решение задач по поражению крупных площадных слабозащищённых целей в первом массированном ядерном ударе. По причине сравнительно малой дальности полёта баллистических ракет «Поларис», для ПЛАРБ приходилось выбирать районы боевого патрулирования в Северной Атлантике и в Средиземноморье. Все пять подлодок проекта вошли в состав 14-й эскадры подводных лодок Атлантического флота. В качестве передового пункта базирования была выбрана бухта Холи-Лох в заливе Ирландского моря Ферт-оф-Клайд. В 1960 году с правительством Великобритании был заключён договор на строительство в бухте Холи-Лох комплекса сооружений для обслуживания американских ПЛАРБ под одноимённым названием.

## Оценка проекта
Имея некоторые недостатки (в том числе нерациональную компенсацию горизонтальных и вертикальных нагрузок), ПЛАРБ типа «Джордж Вашингтон» практически по всем показателям превосходили советские атомные подводные лодки с баллистическими ракетами проекта 658, введенные в строй в то же время. Впервые применённая на «Вашингтонах» схема размещения баллистических ракет в двух рядах вертикальных шахт позади ограждения выдвижных устройств в дальнейшем стала стандартной для стратегических подводных лодок всех стран.
Советские ПЛАРБ проекта 667А «Навага» по своему внешнему облику и общей компоновке были настолько похожи на подводные лодки «Джордж Вашингтон», что получили ироничное прозвище «Ваня Вашингтон».

## Список ПЛ проекта
| Название                          | Верфь           | Дата закладки        | Дата спуска на воду   | Дата ввода в строй    | Дата вывода из состава флота |
| --------------------------------- | --------------- | -------------------- | --------------------- | --------------------- | ---------------------------- |
| USS George Washington (SSBN-598)  | Electric Boat   | 1 ноября 1958 года   | 9 июня 1959 года      | 30 декабря 1959 года  | 24 января 1985 года          |
| USS Patrick Henry (SSBN-599)      | Electric Boat   | 27 мая 1958 года     | 22 сентября 1959 года | 11 апреля 1960 года   | 25 мая 1984 года             |
| USS Theodore Roosevelt (SSBN-600) | Mare Island NSY | 20 мая 1958 года     | 3 октября 1959 года   | 13 февраля 1961 года  | 28 февраля 1981 года         |
| USS Robert E. Lee (SSBN-601)      | Newport News    | 25 августа 1958 года | 18 декабря 1959 года  | 16 сентября 1960 года | 1 декабря 1983 года          |
| USS Abraham Lincoln (SSBN-602)    | Portsmouth NSY  | 1 ноября 1958 года   | 14 мая 1960 года      | 8 марта 1961 года     | 26 февраля 1981 года         |